# Miroslav Pecarski
Miroslav Pecarski (in serbo Мирослав Пецарски?; Kikinda, 21 marzo 1967) è un ex cestista jugoslavo con cittadinanza greca.
È il padre di Marko Pecarski.

## Palmarès
- Coppa di Grecia: 2

Aris Salonicco: 1991-92
Panathinaikos:	1995-96
- Coppa dei Campioni: 1

Panathinaikos: 1995-96